# Varanus palawanensis
Varanus palawanensis là một loài thằn lằn trong họ Varanidae. Loài này được Koch, Gaulke & Böhme mô tả khoa học đầu tiên năm 2010.